# Puccinia dochmia
Puccinia dochmia ist eine Ständerpilzart aus der Ordnung der Rostpilze (Pucciniales). Der Pilz ist ein Endoparasit von Muhlenbergia-Süßgräsern und Pereilema crinitum. Symptome des Befalls durch die Art sind Rostflecken und Pusteln auf den Blattoberflächen der Wirtspflanzen. Sie kommt in Mittelamerika vor.

## Merkmale

### Makroskopische Merkmale
Puccinia dochmia ist mit bloßem Auge nur anhand der auf der Oberfläche des Wirtes hervortretenden Sporenlager zu erkennen. Sie wachsen in Nestern, die als gelbliche bis braune Flecken und Pusteln auf den Blattoberflächen erscheinen.

### Mikroskopische Merkmale
Das Myzel von Puccinia dochmia wächst wie bei allen Puccinia-Arten interzellulär und bildet Saugfäden, die in das Speichergewebe des Wirtes wachsen. Aecien oder Spermogonien der Art sind nicht bekannt. Die zimtbraunen bis gelblichen Uredien des Pilzes wachsen beidseitig auf den Wirtsblättern. Ihre ebenfalls zimtbraunen Uredosporen sind 22–26 × 18–23 µm groß, breitellipsoid bis kugelig und fein stachelwarzig. Die auf Hüllrohren und Blütenständen sowie beidseitig auf Blättern wachsenden Telien der Art sind schwärzlich, pulverig und früh offenliegend. Die hell haselnussbraunen Teliosporen sind zweizellig, oft vertikal septiert, kugelig bis breitellipsoid und 26–30 × 22–25 µm groß. Ihre Stiele sind gelblich bis farblos und bis zu 125 µm lang.

## Verbreitung
Das bekannte Verbreitungsgebiet von Puccinia dochmia umfasst Mexiko und das restliche Mittelamerika.

## Ökologie
Die Wirtspflanzen von Puccinia dochmia sind verschiedene Muhlenbergia-Arten und Pereilema crinitum. Der Pilz ernährt sich von den im Speichergewebe der Pflanzen vorhandenen Nährstoffen, seine Sporenlager brechen später durch die Blattoberfläche und setzen Sporen frei. Die Art verfügt über einen Entwicklungszyklus, von dem bislang lediglich Telien und Uredien sowie deren Wirt bekannt sind; Spermogonien und Aecien konnten dem Pilz nicht zugeordnet werden.